# Vignoble de Karst
 (signalé en mai 2025).
Si vous disposez d'ouvrages ou d'articles de référence ou si vous connaissez des sites web de qualité traitant du thème abordé ici, merci de compléter l'article en donnant les références utiles à sa vérifiabilité et en les liant à la section « Notes et références ».
- Archive Wikiwix
- Bing
- Cairn
- DuckDuckGo
- E. Universalis
- Gallica
- Google
- G. Books
- G. News
- G. Scholar
- Persée
- Qwant
- (zh) Baidu
- (ru) Yandex
- (wd) trouver des œuvres sur Wikidata

Le vignoble de Karst est un vignoble prestigieux de Croatie, situé près de Primošten.
Des générations de paysans ont déblayé les cailloux de la terre aride du Karst. Cette lutte pour chaque parcelle de terre arable, a créé un patchwork géométrique, véritable hymne au travail humain, qui a été choisi pour symbole de décoration pour le Palais des Nations unies à New York.